# Bộ Chính trị Đảng Cộng sản Trung Quốc khóa XIV

### Đại hội Đảng Cộng sản Trung Quốc lần thứ 14
| Đại hội Đảng Cộng sản Trung Quốc lần thứ 14 (1992) | Đại hội Đảng Cộng sản Trung Quốc lần thứ 14 (1992) | Đại hội Đảng Cộng sản Trung Quốc lần thứ 14 (1992)                                          | Đại hội Đảng Cộng sản Trung Quốc lần thứ 14 (1992)                                                              |
| Thứ tự                                             | Tên                                                | Chức vụ Đảng và Nhà nước                                                                    | Ghi chú khác |
| -------------------------------------------------- | -------------------------------------------------- | ------------------------------------------------------------------------------------------- | --- |
| 1                                                  | Đinh Quan Căn                                      | Bí thư Trung ương Đảng Trưởng ban Tuyên truyền Trung ương Đảng                              | |
| 2                                                  | Điền Kỷ Vân                                        | Phó Ủy viên trưởng Ủy ban thường vụ Nhân Đại                                                | |
| 3                                                  | Chu Dung Cơ                                        | Phó Thủ tướng thứ nhất                                                                      | Thành viên thứ 5 trong Ban Thường vụ Bộ Chính trị                                                               |
| 4                                                  | Kiều Thạch                                         | Ủy viên Trưởng Ủy ban Thường vụ Nhân Đại                                                    | Thành viên thứ 3 trong Ban Thường vụ Bộ Chính trị                                                               |
| 5                                                  | Lưu Hoa Thanh                                      | Phó chủ tịch Quân ủy Trung ương                                                             | Thành viên thứ 6 trong Ban Thường vụ Bộ Chính trị                                                               |
| 6                                                  | Giang Trạch Dân                                    | Tổng bí thư Chủ tịch nước Bí thư Quân ủy Trung ương                                         | Thành viên thứ một trong Ban Thường vụ Bộ Chính trị                                                             |
| 7                                                  | Lý Bằng                                            | Thủ tướng Quốc vụ viện                                                                      | Thành viên thứ 2 trong Ban Thường vụ Bộ Chính trị                                                               |
| 8                                                  | Lý Lam Thanh                                       | Phó Thủ tướng thứ 2                                                                         | |
| 9                                                  | Lý Thiết Ánh                                       | Ủy viên Quốc vụ viện                                                                        | |
| 10                                                 | Lý Thụy Hoàn                                       | Chủ tịch Chính hiệp                                                                         | Thành viên thứ 4 trong Ban Thường vụ Bộ Chính trị                                                               |
| 11                                                 | Dương Bạch Băng                                    | Tổng thư ký Quân ủy Trung ương Tổng Tham mưu Trưởng Bí thư Trung ương Đảng                  | |
| 12                                                 | Ngô Bang Quốc                                      | Bí thư Thành ủy Thượng Hải → Bí thư Ban Bí thư Trung ương Đảng, Phó Thủ tướng Quốc vụ viện. | được bầu bổ sung tại hội nghị Trung ương 4                                                                      |
| 13                                                 | Trâu Gia Hoa                                       | Phó Thủ tướng                                                                               | |
| 14                                                 | Trần Hy Đồng                                       | Bí thư kiêm Thị trưởng Bắc Kinh                                                             | Tháng 4 năm 1995 tại Hội nghị Trung ương 5 từ chức Bí thư kiêm Thị trưởng Bắc Kinh.Năm 1997 khai trừ khỏi Đảng. |
| 15                                                 | Hồ Cẩm Đào                                         | Bí thư ban bí thư Trung ương Hiệu trưởng trường Đảng Trung ương                             | Thành viên thứ 7 trong Ban Thường vụ Bộ Chính trị                                                               |
| 16                                                 | Khương Xuân Vân                                    | Bí thư Sơn Đông → Bí thư Trung ương,Phó Thủ tướng                                           | được bầu bổ sung tại hội nghị Trung ương 4                                                                      |
| 17                                                 | Tiền Kỳ Sâm                                        | Phó Thủ tướng Ngoại trưởng                                                                  | |
| 18                                                 | Úy Kiện Hành                                       | Bí thư Trung ương Bí thư Ủy ban Kiểm tra Kỷ luật Trung ương Thị trưởng Bắc Kinh             | |
| 19                                                 | Tạ Phi                                             | Bí thư Tỉnh ủy Quảng Đông                                                                   | |
| 20                                                 | Đàm Thiệu Văn                                      | Bí thư Thành ủy Thiên Tân                                                                   | Mất tháng 2 năm 1993 khi đang tại nhiệm                                                                         |
| 21                                                 | Hoàng Cúc                                          | Bí thư Thượng Hải kiêm Thị trưởng Thượng Hải.                                               | được bầu bổ sung tại hội nghị Trung ương 4                                                                      |
| Ủy viên Dự khuyết                                  |                                                    |                                                                                             | |
| Thứ tự                                             | Tên                                                | Chức vụ Đảng và Nhà nước                                                                    | Ghi chú khác |
| 1                                                  | Ôn Gia Bảo                                         | Bí thư Trung ương                                                                           | |
| 2                                                  | Vương Hán Bân                                      | Phó Ủy viên trưởng Nhân Đại                                                                 | |